# 陷陣之志
《陷陣之志》是一款由賈斯汀·馬（Justin Ma）和馬修·戴維斯（Matthew Davis）領導，总部位于美国西雅图的工作室Subset Games開發並發行的回合制策略遊戲，為該工作室繼《超越光速》後的第二部作品。其Microsoft Windows版在2018年2月27日發行，macOS和Nintendo Switch則是在同年8月公開發售。
《陷陣之志》在發布後獲得高度的評價，並被評為2018年最出色的PC遊戲之一，也因如此入圍多個獎項，其中捧走2018年遊戲大獎最佳策略遊戲、遊戲開發者選擇獎最佳遊戲設計以及英國學院遊戲獎的最佳原創遊戲等。

## 遊戲玩法
《陷陣之志》的背景設在遙遠的未來，當時的人類需要對抗一群被統一稱作「維克」（Vek）的巨型怪物軍團。為了與它們作戰，玩家控制的士兵需要操作配備各種武器、裝甲和其他裝備的巨型機甲。遊戲採用回合制戰鬥系統，允許玩家協調其團隊的行動，對敵人的攻擊作出回應或反制。許多玩家都把《陷陣之志》與國際象棋的玩法作比較，原因是它不講求壓制對手，而是要在位置控制和犧牲單位上以獲得更大的優勢。
在戰鬥中，玩家要控制三個不同的機甲與「維克」對抗，同時亦需要完成一個在固定回合內達成的目標。每個地圖的主要目標都是保護為機甲供電的民用建築，否則民用建築受損或遭破壞便會影響到玩家機甲的電網，但系統也可能給出另一個目標予玩家。在每一回合裡，「維克」的部隊會移動至地圖的其中一處並向玩家攻擊，玩家可以通過觀察它們將要攻擊的方向、其剩餘的移動次數及生命值作出反制。另外，每個回合都會出現新的「維克」，這使得玩家有能力去操作每一部機甲以擊敗、攻退或攔截它們，或是避開攻擊、阻止新「維克」的生成與其對民用建築的攻擊。機甲在戰鬥中時只可以承受有限的傷害，否則玩家將無法操控它們，避免此事發生的唯一方法是讓機甲空轉，以回復一定血量，直至前往下一地圖回復所有生命值。擊殺「維克」的駕駛員可以獲得用來解鎖新技能的經驗值。
與《超越光速》一樣，《陷陣之志》同樣被分成一系列的島嶼，而每一個島嶼都有不同的場景。雖然每個場景在遊戲中均維持不變，但它們本身是以Roguelike的方式在程序上生成的。在完成第一個任務後，玩家可以在地圖中選擇前往下一座島嶼，而各個島嶼亦擁有各自的影響戰鬥情景的條件。完成達成難度越高的條件可以獲取較豐富的獎勵，反之則較少。當三部機甲均失去戰鬥能力、機甲的電網全損或未能保護好地圖的目標時，遊戲便會結束，玩家到此可以選擇把其中一位已方駕駛員送回至第一次任務開始前，以保留他們當前的經驗和能力，並在下一場戰鬥中佔據優勢。《Rock, Paper, Shotgun》的評論員了解到《陷陣之志》有時空旅行的元素後，便把該作比喻為《環太平洋》和《明日边缘》的結合體。另外，玩家在完成里程碑後可獲得包括新飛行員或機甲組合在內的新物品。

## 開發

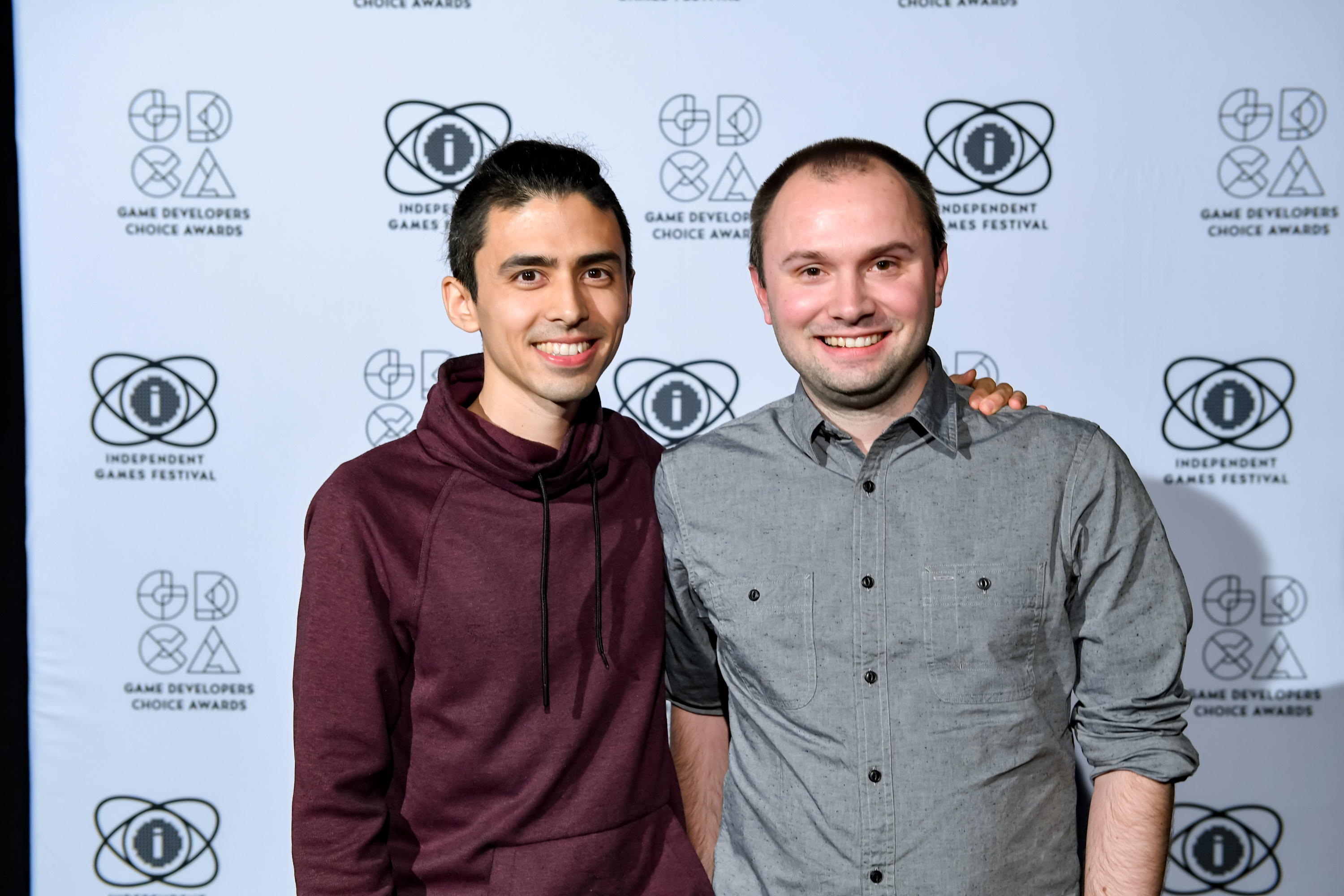
在2019年遊戲開發者選擇獎的賈斯汀·馬（左）和馬修·戴維斯

在《超越光速》大獲好評後，《陷陣之志》的雛型隨即出現在由賈斯汀·馬（Justin Ma）和馬修·戴維斯（Matthew Davis）的腦海中。他們嘗試為作品設計各種原型，包括因《XCOM：未知敵人》的出現而再次在遊戲界活躍、以網格為基礎的戰鬥系統。另外，馬和戴維斯也著手讓《陷陣之志》以附帶損害的影響為主軸，以便玩家把保衛建築物和其他結構視作優先事項，而不僅僅是帶走勝利。
隨著遊戲劇情進度的發展，《陷陣之志》在巨型機甲與巨型外星人戰鬥時加入了一些特效，包括山脈被夷平、森林遭燒燬和建築物被夷為平地等。為了在遊戲玩法中強調這一點，遊系有一個機甲是由建築物的電源節點供電，所以若建築物受損的話，它們可能無法為機甲提供動力。這令玩家進退兩難，要在摧毀建築物以在戰鬥中獲得短期優勢，或防止建築物遭損毀間作決擇。為了進一步指明玩家需保護建築物的重要性，系統會提醒他們在操縱機甲戰火戰鬥時，有NPC正在建築物內苟延殘息，並且他們被殺或建築物被毀時會對駕駛員造成情感上的影響。與即便是簡單戰鬥也需要約一小時才能完成所有目標的《XCOM》相反，Subset希望縮減每場《陷陣之志》戰鬥的用時。開發團隊通過限制回合數以維持戰鬥的短暫性，同時透露「維克」的下一步行動亦可加快戰鬥的完結速度。
Subset在完成所有對《超越光速》的承諾，確保能夠把資金專注於下一部作品後，《陷陣之志》在2015年中期開始開發。2017年2月，Subset正式公佈該作正在開發的消息，並將發行在Microsoft Windows、macOS和Nintendo Switch三大平台上，但他們亦表示不會在同一時間內發佈全部版本。開發團隊同時透露《陷陣之志》仍需要一段時間來開發，原因是他們仍缺乏很多遊戲內容，並且希望以自己的節奏完善作品，即使他們已有初步的構思和已繪畫出的美術圖。《Rock, Paper, Shotgun》認為Subset會在2017年11月發佈《陷陣之志》的早期預覽版本，並應解決所有除美術圖和平衡之外的問題，同時他們也預期開發團隊會在2018年初發佈遊戲。最終Subset把發行日期定在2018年2月27日。
克里斯·阿維隆為《陷陣之志》的劇本家，社群管理和用戶測試由伊絲拉·沙努爾（Isla Schanuel）負責，Power Up Audio負責音訊，波琳娜·利斯托娃（Polina Hristova）則協助馬繪製美術圖。而負責譜寫前作音樂的普倫提亦在該作回歸，這次他的作曲風格與《FTL》一樣，都是使用通常與故事無關的音樂，但普倫提和Subset都對風格的走向感到苦惱，特別是他們覺得戰略遊戲的音樂應該是柔和而安靜的。馬隨後向普倫提分享了2CELLOS在東京都港區三得利音樂廳演奏，並原先收錄在電影《全面啟動》原聲帶內，由漢斯·季默所譜的《蒙巴薩》（Mombasa）版本，而這也啟發了普倫提以類似的風格，譜寫出《陷陣之志》的第一首曲子，亦即是在首部遊戲預告片中使用的BGM。除了數位音樂外，他還加入了一些吉他即興演奏，譜製出出現在整個原聲帶中的樂想。此外，普倫提亦為Subset確定在遊戲中使用音樂的時機，他建議只有當玩家在地圖上完成對機甲的部署時才開始播放配樂，而不單是循環播放音樂。
《陷陣之志》的Windows版本在2018年2月27日發行，macOS版本在同年8月9日發售。至於Nintendo Switch版本則在2018年8月28日發行。2020年4月20日，游戏更新1.2版本，加入了简体中文在内的9种新游戏语言。

## 评价
| 汇总媒体   | 得分   |
| ---------- | ------ |
| Metacritic | 90/100 |

| 媒体          | 得分    |
| ------------- | ------- |
| Edge          | 9/10    |
| Game Informer | 9.25/10 |
| GameSpot      | 9/10    |
| IGN           | 9/10    |

《陷陣之志》在發行後獲得大致好評，評論家大多讚賞其雖然簡樸但卻擁有具高難度和戰略性的遊戲玩法，以及優秀的藝術風格和配樂。在Metacritic上，遊戲根據56條評論獲得90/100分，屬「一致讚賞」級別，也使它成為該匯總媒體網站在2018年的其中一款最佳PC遊戲。
IGN的的丹·斯塔普爾頓（Dan Stapleton）給予《陷陣之志》9/10的高分，形容其各式各樣的任務和技能使它成為最出色的小遊戲之一，其中在何時犧牲自己的機甲或讓建築物受傷害兩者間作決定，便是該作精心策劃的平衡之一，但他抱怨指最終戰有點虎頭蛇尾，因為它與已經戰鬥過的頭目戰沒什麼不同。GameSpot的埃德蒙·陳（Edmond Tran）同樣為《陷陣之志》打出9/10分，除了在評論的開頭便說其是「機械化的大師之作」外，還大讚該作有著很高的重玩價值、清晰有力的視聽設計和多樣化的遊戲風格。而Game Informer的馬特·米勒（Matt Miller）則為《陷陣之志》評出9.25/10的高分，指該作可以隨時遊玩且每次都可以找到新的事物，並表示Subset Game為《超越光速》製作了一部非凡的後續作品。

### 獎項與提名
| 年份 | 獎項                   | 類別                     | 結果 | 來源                 |
| ---- | ---------------------- | ------------------------ | ---- | -------------------- |
| 2018 | 獨立遊戲節獎           | 謝默斯·麥克納利大獎      | 提名 | [ 19 ] [ 20 ]        |
| 2018 | 獨立遊戲節獎           | 最佳遊戲設計             | 提名 | [ 19 ] [ 20 ]        |
| 2018 | 金搖桿獎               | 最佳獨立遊戲             | 提名 | [ 21 ] [ 22 ] [ 23 ] |
| 2018 | 金搖桿獎               | 年度PC遊戲               | 提名 | [ 21 ] [ 22 ] [ 23 ] |
| 2018 | 金搖桿獎               | 年度終極遊戲             | 提名 | [ 21 ] [ 22 ] [ 23 ] |
| 2018 | 遊戲大獎               | 最佳策略遊戲             | 獲獎 | [ 24 ] [ 25 ]        |
| 2018 | 遊戲玩家選擇獎         | 最受粉絲歡迎策略遊戲     | 提名 | [ 26 ]               |
| 2018 | 澳洲遊戲大獎           | 年度策略遊戲             | 提名 | [ 27 ]               |
| 2018 | Giant Bomb年度遊戲大獎 | 最佳首次亮相             | 季軍 | [ 28 ]               |
| 2018 | Giant Bomb年度遊戲大獎 | 年度最佳遊戲             | 季軍 | [ 28 ]               |
| 2019 | 紐約遊戲大獎           | 外百老匯最佳獨立遊戲     | 提名 | [ 29 ]               |
| 2019 | D.I.C.E.奖             | 年度策略/模擬遊戲        | 獲獎 | [ 30 ] [ 31 ]        |
| 2019 | D.I.C.E.奖             | 傑出獨立遊戲成就         | 提名 | [ 30 ] [ 31 ]        |
| 2019 | D.I.C.E.奖             | 傑出遊戲設計成就         | 提名 | [ 30 ] [ 31 ]        |
| 2019 | D.I.C.E.奖             | 年度最佳遊戲             | 提名 | [ 30 ] [ 31 ]        |
| 2019 | NAVGTR獎               | 最佳新IP設計             | 提名 | [ 32 ]               |
| 2019 | NAVGTR獎               | 最佳策略遊戲             | 提名 | [ 32 ]               |
| 2019 | NAVGTR獎               | 最佳新IP原創輕快混合配樂 | 提名 | [ 32 ]               |
| 2019 | 西南偏南遊戲獎         | 最佳設計                 | 提名 | [ 33 ]               |
| 2019 | 游戏开发者选择奖       | 最佳設計                 | 獲獎 | [ 34 ] [ 35 ]        |
| 2019 | 英国学院游戏奖         | 最佳設計                 | 提名 | [ 36 ] [ 37 ]        |
| 2019 | 英国学院游戏奖         | 最佳原創遊戲             | 獲獎 | [ 36 ] [ 37 ]        |
| 2019 | 意大利電子遊戲獎       | 最佳原創遊戲             | 提名 | [ 38 ]               |

## 外部連結
- 官方网站